# Classic Rock
Classic Rock ist eine Stilbezeichnung, die die Strömungen des Rock bezeichnet, die in ihren Wurzeln auf die Jahre 1965 bis 1975 zurückgehen. Der Begriff wurde im Januar 1981 vom damals neu gegründeten Radiosender WYSP aus Philadelphia kreiert. Dieser hatte auf seiner Playlist die Musik der frühen Phase des Rock zwischen 1965 und der Punk-Explosion Mitte der 1970er-Jahre.
Classic Rock steht für:
- eine in den späten 1960er-Jahren populäre Spielart der Rockmusik. Im Gegensatz zu dem – mit dem Soul verwandten – Musikstil Rhythm & Blues wurde diese von „weißen“, englischen Bands wie Jethro Tull, The Rolling Stones, The Animals, The Kinks, The Yardbirds und The Who dominiert.
- „die besten“, ursprünglichsten Songs der Rockmusik im Allgemeinen. Dieser Stil begann mit den Beatles, die sich allmählich von den simplen Song-Strukturen und Harmonien ihrer frühen Jahre entfernten und dadurch gemeinsam mit anderen Bands ihrer Zeit den Rock „erwachsen“ werden ließen.
- die Instrumente und Sounds, die bereits in den 1960er-Jahren zur Verfügung standen, mit elektromechanischen Instrumenten wie E-Gitarren, aber weitgehend ohne rein elektronische Instrumente. Der Sound sollte auch live spielbar sein, also ohne Studio-Tricks wie zu schnell oder zu langsam abgespielte Bänder.

Classic Rock ist nicht als Synonym für Oldies zu verstehen: Weder muss dieser zwingend alt sein, noch müssen Oldies aus der Rockmusik-Ecke stammen.
Im Bereich des Formatradios zählt Classic Rock zu einer Untergruppe des Album-oriented Rock (AOR). In den USA senden so genannte Classic Rock Stations rund um die Uhr Rockklassiker. Auch in Deutschland gibt oder gab es solche Sender wie Rockland Radio aus Mainz oder Radio 21 aus Garbsen. Die beiden Letztgenannten haben allerdings im August 2009 einen Relaunch ihres Programmes durchgeführt, so dass sie nicht mehr als Classic-Rock-Sender aufgelistet werden können. Zunehmend modernere Radioformate sind Active Rock, Mainstream Rock, Modern Rock und Alternative Rock. Im Saarland gibt es den Sender Classic Rock Radio, der 24 Stunden täglich Entsprechendes liefert.